# لورا پایپر
لورا پایپر (انگلیسی: Laura Pyper؛ زادهٔ ۱۹۸۰) بازیگر اهل ایرلند شمالی است.
از فیلم‌ها یا مجموعه‌های تلویزیونی که وی در آن‌ها نقش داشته‌است، می‌توان به سلطنت آتش، اِما، لوتر، شهر هالبی، مأموران مخفی، شاهد خاموش، هکس و گروه آی‌تی اشاره نمود.